# Tributo

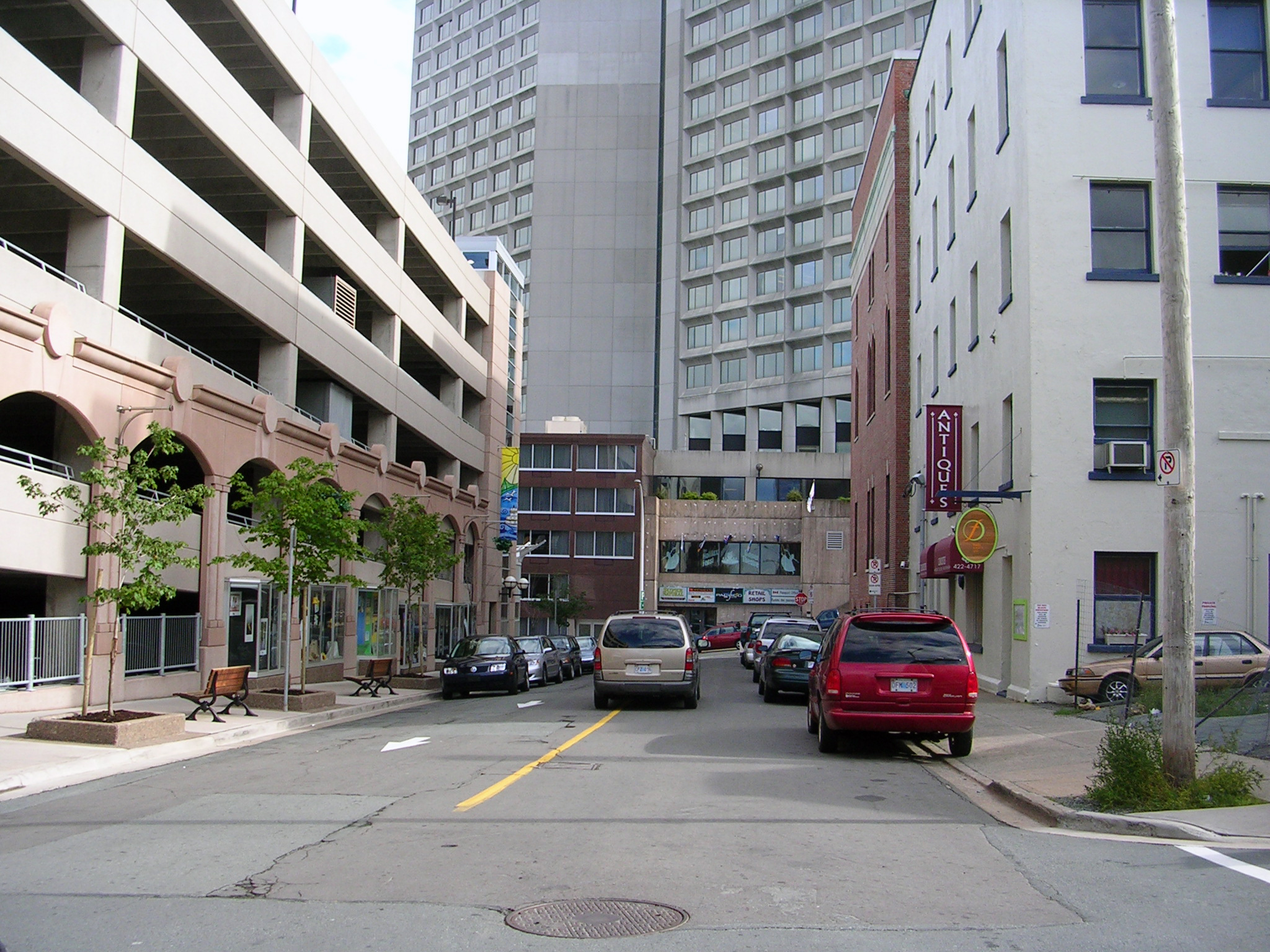
A manutenção das vias públicas é uma das aplicações costumeiras dos recursos arrecadados pelo estado através dos tributos

Tributo (do termo latino tributu), no campo das relações entre Estado e cidadão, é toda prestação pecuniária compulsória, em moeda ou cujo valor nela se possa exprimir, que não constitua sanção de ato ilícito, instituída em lei e cobrada mediante atividade administrativa plenamente vinculada. É a obrigação imposta às pessoas físicas e pessoas jurídicas de recolher valores ao Estado, ou entidades equivalentes (por exemplo, tribos e grupos revolucionários). É vulgarmente chamado por imposto, embora tecnicamente este seja mera espécie dentre as modalidades de tributos.
Excluídos do conceito de tributo estão todas as obrigações que resultem de aplicação de pena ou sanção (por exemplo, multa de trânsito): os tributos sempre são obrigações que resultam de um fato regular ocorrido.
Os tributos podem ser pagos em dinheiro ou em trabalho, como na figura medieval da corveia. Modernamente, nos sistemas tributários capitalistas, somente o dinheiro é aceito como pagamento, subsistindo a corveia em Estados tradicionais e pré-capitalistas.

## Outros significados
No campo das relações entre estados, tributo é uma quantia que um estado paga a outro em sinal de dependência.
No campo das relações entre indivíduos, tributo pode ser sinônimo de homenagem. Por exemplo, tributo ao Iron Maiden.

## Tributos no Brasil
Segundo Richard Musgrave (1976), entende-se por Sistema Tributário como sendo o complexo orgânico formado pelos tributos instituídos em um país ou região autônoma e os princípios e normas que os regem. Por consequência, podemos concluir que o Sistema Tributário Brasileiro é composto dos tributos instituídos no Brasil, dos princípios e das normas que regulam tais tributos.
O Código Tributário Nacional Brasileiro, em seu artigo 3º, preceitua que tributo é "toda prestação pecuniária compulsória, em moeda ou cujo valor nela se possa exprimir, que não constitua sanção de ato ilícito, instituída em lei e cobrada mediante atividade administrativa plenamente vinculada".
Os tributos formam a receita da União, Estados e Municípios e abrangem impostos, taxas, contribuições e empréstimos compulsórios. Eles podem ser diretos ou indiretos. No primeiro caso, são os contribuintes que devem arcar com a contribuição, como ocorre no Imposto de Renda. Já os indiretos incidem sobre o preço das mercadorias e serviços.
Recente emenda à constituição brasileira de 1988 inseriu a Contribuição de iluminação pública. Embora o Supremo Tribunal Federal ainda não tenha se manifestado sobre a sua natureza, acreditam os doutrinadores que se trata de uma contribuição.

### Função dos tributos
No Brasil, os tributos podem ter função:
- Fiscal: Quando têm, como objetivo, a arrecadação de recursos financeiros para o Estado. Imposto sobre a Renda e Proventos de Qualquer Natureza, por exemplo.
- Extrafiscal: Quando o objetivo é interferir no domínio econômico, buscando regular determinados setores da economia. As mudanças no Imposto sobre Produtos Industrializados possuem essa função. Há, também, o chamado tributo extrafiscal proibitivo, com alíquotas elevadíssimas, com o objetivo de inibir ou frear certas atividades econômicas, que, embora lícitas, são consideradas nocivas à sociedade, como é o caso da produção e venda de cigarro. Tributo extrafiscal proibitivo é o dever preestabelecido por uma regra jurídica que o Estado utiliza como instrumento jurídico para impedir ou desestimular, indiretamente, um ato ou fato que a ordem jurídica permite. [3]
- Parafiscal: Quando ocorre a delegação, pela pessoa política (União, Estados-Membros, Distrito Federal e Municípios), mediante lei, da capacidade tributária ativa a terceira pessoa (de direito público ou privado), de forma que esta arrecade o tributo, fiscalize sua exigência e utilize-se dos recursos auferidos para a consecução de seus fins. Por exemplo, a contribuição anual paga pelos engenheiros ao Conselho Federal de Engenharia e Agronomia (CREA).

### Tipos de tributos
Existem duas teorias em relação à quantidade de tributos no Brasil: a teoria tripartida e a teoria pentapartida.
A teoria tripartida é pautada no Código Tributário Nacional (CTN), que diz, em seu artigo 5º, que os tributos são impostos, taxas e contribuições de melhoria. Essa teoria atualmente é falha, pois o CTN é anterior a Constituição da República Federativa do Brasil de 1988. Sendo assim, não é a teoria mais aceita atualmente.
A teoria pentapartida, teoria majoritariamente aceita pelos doutrinadores e pelo Supremo Tribunal Federal, é aquela que, além de aceitar as três espécies clássicas que o CTN mostra, também aceita o empréstimo compulsório e as contribuições especiais, institutos que a constituição brasileira de 1988 trouxe.

#### Impostos
São tributos cuja obrigação tem, por fato gerador, uma situação independente de qualquer atividade estatal específica relativa ao contribuinte. Os impostos se caracterizam por serem de cobrança compulsória e por não darem um retorno ao contribuinte sobre o fato gerador. Por exemplo, um imposto sobre posse de automóvel não necessariamente será revertido em melhorias das condições das vias urbanas ou rodovias.

#### Taxas
As taxas são tributos incidentes sobre um fato gerador e que são aplicados em contrapartida a esse fato gerador, ou seja, a taxa é a contrapartida que o contribuinte paga em razão de um serviço público que lhe é prestado ou posto à sua disposição. Além da contrapartida de um serviço público prestado ou posto à disposição, as taxas também estão relacionadas ao poder de polícia da administração, englobando fiscalizações e licenciamentos em geral.
Uma taxa só pode ser instituída por uma entidade tributante da mesma competência. Não necessariamente o contribuinte da taxa vai usar o serviço, apenas terá o serviço à disposição.
Segundo a Constituição Brasileira de 1988, artigo 145: "A União, os Estados, o Distrito Federal e os municípios poderão instituir os seguintes tributos:"
"II – taxas, em razão do exercício do poder de polícia ou pela utilização, efetiva ou potencial, de serviços públicos específicos e divisíveis, prestados ao contribuinte ou postos à sua disposição"
A taxa é compulsória, pois visa a resguardar o interesse público; não pode haver a recusa na prestação do serviço. Exemplo: coleta de lixo urbano. A contraprestação pelo serviço é devida independentemente da vontade do contribuinte (artigo 145, II, da Constituição Brasileira de 1988). Não há finalidade lucrativa, a prestação pecuniária existe somente para cobrir os custos da atividade. Desse modo, a taxa pode ser definida como um tributo, sendo instituída unilateralmente pelo poder público, obrigando o particular à sua incidência nos casos de algumas atuações estatais específicas, decorrentes do poder de polícia ou na prestação de alguns serviços públicos específicos.

#### Tarifa
A tarifa (também chamada de preço público) é a contraprestação devida pela prestação de serviços públicos, regida pelo direito privado, por empresas públicas, sociedades de economia mista, empresas concessionárias e permissionárias de serviços públicos (artigos 2° e 3° do Código de Defesa do Consumidor). Diferentemente da taxa, a tarifa (ou preço público) é facultativa, ou seja, somente poderá ser cobrada caso haja a efetiva utilização do serviço público ofertado; ela não pode ser imposta. A finalidade lucrativa existe como o principal interesse do particular em explorar uma atividade pública. A tarifa não possui natureza jurídica de tributo. Exemplos: transporte coletivo urbano e telefonia.

#### Contribuições de melhoria
As contribuições de melhoria são tributos que têm, como fato gerador, o benefício decorrente das obras públicas. São cobradas somente na região beneficiada pela obra. Não necessariamente essas contribuições refletem em "melhoria", uma vez que algumas obras públicas em determinadas regiões tendem a desvalorizar os imóveis locais. O fundamental para o fato gerador é o benefício decorrente da obra pública.
Assim, a contribuição de melhoria é instituída para custear obras públicas das quais decorra valorização de bens imóveis. Tem, como limite total da cobrança, o custo da obra, e, como limite individual, a valorização acrescida a cada imóvel.

#### Contribuições especiais
Também chamadas de contribuições sociais ou parafiscais, estão previstas nos artigos 149 e 149-A da Constituição brasileira de 1988, sendo tributos cuja característica principal é a finalidade para a qual é destinada sua arrecadação. Podem ser: sociais, de intervenção no domínio econômico, de interesse de categorias econômicas ou profissionais e para custeio do serviço de iluminação pública (COSIP).
As contribuições especiais possuem finalidade e destino certo.

#### Empréstimo compulsório
Segundo o artigo 148 da Constituição brasileira de 1988, a União poderá instituir, mediante lei complementar, empréstimos compulsórios:
1. para atender às despesas extraordinárias, decorrentes de calamidade pública, de guerra externa ou sua iminência;
2. no caso de investimento público de caráter urgente e de relevante interesse nacional.